# オレンジフードコート
株式会社オレンジフードコート（英: Orange Food Court, Inc.）は、日本のクレープチェーンの「ディッパーダン」の店舗経営を展開する日本の企業、ダイエーの100%の子会社。

## 概要
旧社名は株式会社ダイエーファーストフーズサービス。1997年3月に株式会社ウェンコ・ジャパン（日本ウェンディーズ→GFFを経て現在はゼンショーに吸収合併）からドムドム事業本部を譲受し、現社名となる。
ダイエーグループが外食部門をほとんど手放したため、グループに残された唯一の外食事業者である。ダイエーが属するイオングループ全体でも外食事業者は他にイオンイーハートとオリジン東秀、フジファミリーフーズの3社を抱えるのみである。
2017年7月1日付で、ドムドムハンバーガー事業をドムドムフードサービスへ譲渡したと同時に、ダイエーグループは47年間続けてきたドムドムハンバーガーの運営から撤退した。オレンジフードコートは、ディッパーダンの運営に専念することになる。

## 沿革
- 1969年（昭和44年）6月17日 - 株式会社ダイエーファーストフーズサービス設立。
- 1997年（平成9年）3月 - 株式会社ウェンコ・ジャパンよりハンバーガーチェーンの「ドムドム」事業を営業譲受。同時に、株式会社オレンジフードコートに商号（社名）変更。
- 2017年（平成29年）7月1日 - ドムドムハンバーガー事業を株式会社ドムドムフードサービスへ譲渡。
- 2021年（令和3年） - ダイエー大島店の閉店に伴い、本社を東陽駅前ビル4Fへ移転。
- 2024年（令和6年）10月28日 - 本社を東京都中央区へ移転[6]。

## 現在運営している店舗
ディッパーダン（Dipper Dan）
クレープとジェラートの店。2018年7月現在、145店舗を展開。
アメリカ合衆国イリノイ州シカゴの存在したアイスクリームチェーン「スイフトディッパーダン社」と提携して1972年12月に1号店を東京都中央区八重洲に開いた。

## かつて運営していた店舗

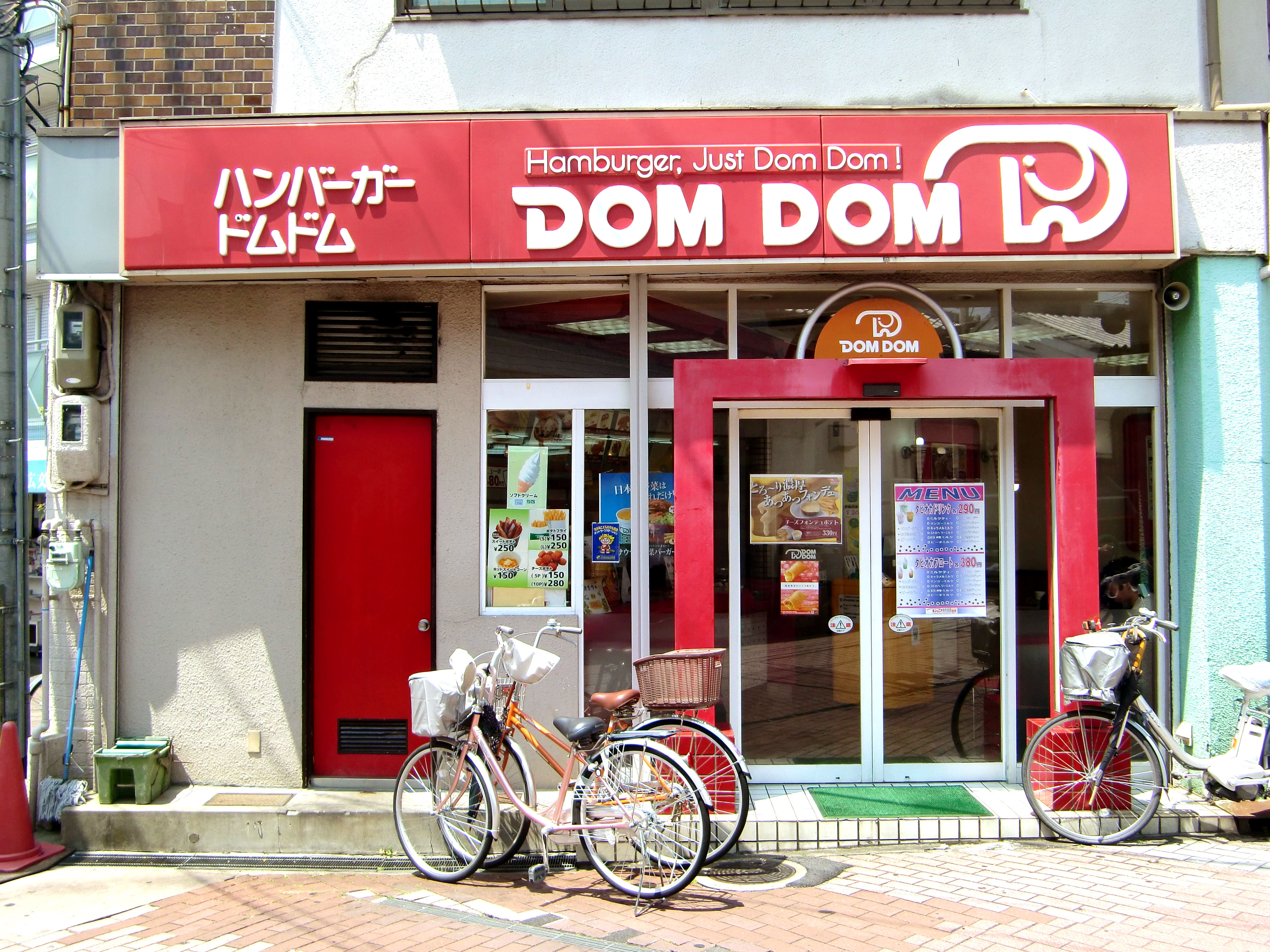
ドムドム総持寺FC店

ドムドムハンバーガー（DOMDOM）
日本初のハンバーガーチェーン。オレンジフードコート運営時代は、主にダイエーの大型店に存在していた。2017年7月1日付で、商標権、フランチャイザー権、47店舗の運営をドムドムフードサービスへ譲渡。
ディーンズバーガー（DEAN'S BURGER）
2015年から展開を開始したハンバーガーショップの新業態で、「健康志向の高い女性」がターゲットとなっている。2015年10月にダイエー金沢八景店の地下1階にオープンした（「ディーンズバーガー」の前は「ドムドムバーガー」であった）。2017年7月1日付で、全3店舗がドムドムフードサービスへ譲渡された。
ディッパーダンカフェ（Dipper Dan Cafe）
さぬきの里
ファーストフード（うどん、天丼、かつ丼、カレーなど）
オレンジキッチン
ファーストフード（うどん、丼など）
らーめん小花村（しょうかそん）
ラーメン専門店。
リトルオリーブ（Little Olive）
パスタ専門店。以前はパニーニの実験店舗（ダイエー船橋店）にこの名前を使用していた。
やきせん
粉物（お好み焼き、焼きそば、たこ焼き）
MEAT HUNTER（ミートハンター）
ステーキ&ハンバーグ